# Ctenolucius
Genre
Ctenolucius est un genre de poissons téléostéens de la famille des Ctenoluciidae et de l'ordre des Characiformes. Se rencontre dans le sud de l'Amérique centrale (Panama) et l'ouest de l'Amérique du Sud (Colombie et Venezuela).

## Liste d'espèces
Selon FishBase (17 juin 2015):
- Ctenolucius beani (Fowler, 1907)
- Ctenolucius hujeta (Valenciennes, 1850)

## Galerie

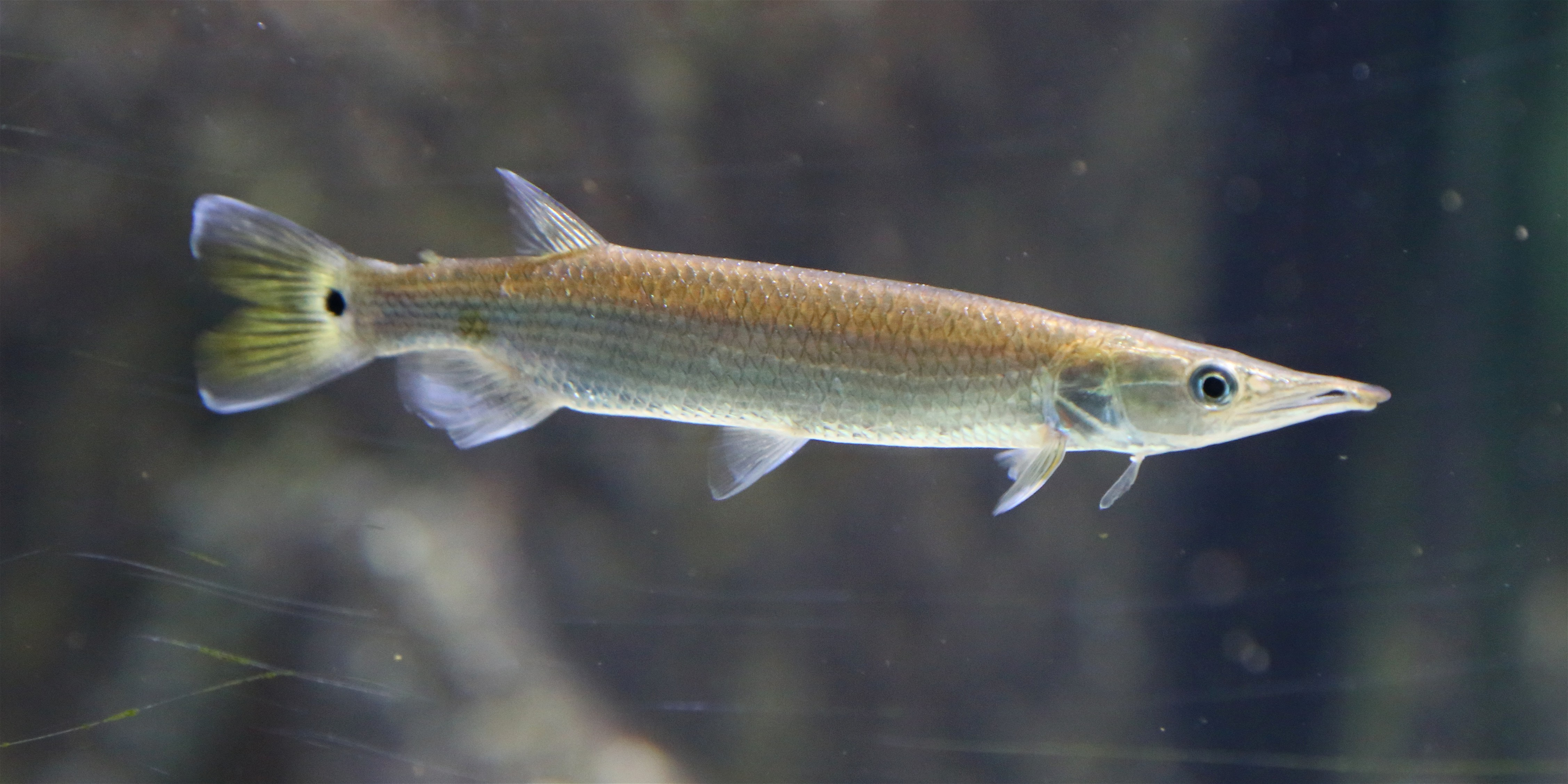
Ctenolucius hujeta